# Henri Kox
Henri Kox (ur. 7 maja 1961 w Luksemburgu) – luksemburski polityk, inżynier i samorządowiec, parlamentarzysta, w latach 2019–2023 minister.

## Życiorys
Z wykształcenia inżynier, w 1990 ukończył studia w RWTH Aachen. Pracował jako nauczyciel. Był przewodniczącym luksemburskiego oddziału organizacji Eurosolar, działającej na upowszechniania energii odnawialnych. W 1996 dołączył do Zielonych. W 1999 został radnym w Remich, w 2005 wszedł w skład zarządu tej miejscowości, następnie w latach 2009–2017 pełnił funkcję burmistrza. W 2004 wybrano go na posła do Izby Deputowanych, mandat obejmował następnie po wyborach w 2009, 2013 i 2018.
W październiku 2019 dołączył do rządu Xaviera Bettela. Został w nim ministrem mieszkalnictwa, a także ministrem delegowanym do spraw obrony i do spraw bezpieczeństwa. W lipcu 2020 w miejsce funkcji ministra delegowanego do spraw bezpieczeństwa został ministrem bezpieczeństwa wewnętrznego. Stanowiska rządowe zajmował do listopada 2023.